# بتهوون شماره ۵ (فیلم)
«بتهوون شماره ۵» (انگلیسی: Beethoven's 5th (film)) فیلمی در ژانر کمدی است که در سال ۲۰۰۳ منتشر شد.

## بازیگران
- دیو توماس
- فیت فورد
- دیوی چیس
- تام پوستون
- کاترین هلموند
- کلینت هاوارد
- کیتی گریفین
- مری جو کتلت
- ریچارد ریلی